# Panthalassa

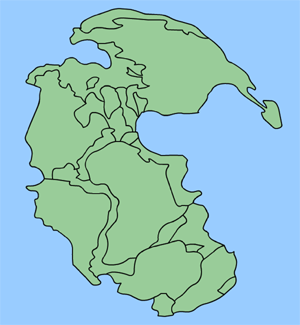
De blauwe oceaan rond Pangaea is Panthalassa.

Panthalassa (Grieks voor alle zeeën) was gedurende het Paleozoïcum en het vroege Mesozoïcum, 250 tot 200 miljoen jaar geleden, de superoceaan die het supercontinent Pangea omvatte. De oceaan omvatte de Grote Oceaan in het westen en noorden en de Tethyszee in het zuidoosten. De Panthalassa was de oceaan die Pangea omringde

## Formatie
Toen het supercontinent Rodinia 900 miljoen jaar geleden begon op te breken, ontstond er een triple junction. Tussen 800 en 700 miljoen jaar geleden brak het in tweeën. De superoceaan Mirovia begon te krimpen, terwijl de Pan-Afrikaanse Oceaan en Panthalassa groeiden. Tussen 650 en 550 miljoen jaar geleden ontstond er een nieuw supercontinent; Pannotia. Deze landmassa had een 'V'-vorm. Binnenin de V lag Panthalassa, erbuiten de Pan-Afrikaanse Oceaan en resten van Mirovia. Het supercontinent dat volgde op Pannotia was Pangea. In deze periode omspande Panthalassa al het land op Aarde.